# Культура скасування
Культура скасування, скасувальництво, кенселінг  (від англ. cancel culture — «культура скасування»; або англ. call-out culture — «культура викриття») — сучасна форма остракізму, коли під тиском суспільного резонансу особа опиняється поза соціальними або професійними колами за неприйнятну з погляду певної групи суспільства поведінку. Культура скасування є формою бойкоту публічної особи не лише за «образливі слова та дії» (з суб'єктивного погляду окремих груп спільноти), а ще і деколи за кримінальні злочини. Бойкотуванню також піддаються бренди, фірми чи корпорації. Об'єкт остракізму вважається «скасованим», відтак втрачає репутацію й зазнає матеріальних збитків.

## Критика концепції
Вираз «Культура скасування» зазвичай має негативну конотацію й використовується в дебатах щодо свободи слова[джерело?].
Деякі журналісти ставлять під сумнів значущість скасувальництва. Коннор Гарел на сторінках Vice стверджує, що культура скасування «нечасто чинить якийсь відчутний чи значущий вплив на життя та комфорт скасованих».
Деякі науковці вважають культуру скасування актуальною не лише для так званих лівих політичних сил, а й для правих. Історик К. Дж. Ковентрі стверджує, що термін «культура скасування» відображає передусім схильність людей приховувати несправедливість, скоєну в минулому: «Якщо ви подивитесь на австралійську історію, а також європейську та американську, ви знайдете незліченну кількість прикладів, коли люди виступають проти несправедливості та переслідуються у відповідь. Я можу назвати багатьох людей, яких сьогодні переслідують нібито демократичні уряди за розголошення незручної інформації». Інший історик, Девід Олусога, аналогічно стверджує, що один з найбільших міфів про культуру скасування — це його існування лише в лівому крилі.
Колишній міністр праці США Юджин Скалія зазначає, що культура скасування є формою свободи слова й закріплена Першою поправкою до Конституції США. Водночас він звертає увагу на те, що культура скасування ставить під сумнів однакові можливості юридичного представництва, тому обмежує коло юристів, готових ризикнути своєю особистою та професійною репутацією під час роботи над такими суперечливими справами. Поле юридичного представництва піддається маніпуляціям з боку клієнтів, які не бажають у жодний спосіб бути асоційованими з культурою скасування. Юджин Скалія наголошує, що кожна тема заслуговує на належне освітлення незалежно від її популярності в сучасному суспільстві.

### Відкритий лист
У 2020 році в журналі Harper's Magazine був опублікований відкритий лист, який підписали 153 громадські діячі, зокрема письменники, академіки й активісти, що виступили проти скасувальництва. Делвін Браун в USA Today охарактеризував цей лист як найвищу точку в дискусії на цю тему. У листі викладені аргументи проти «нетерпимості до протилежних поглядів, моди на публічну ганьбу та остракізм, тенденції до розв'язання складних політичних питань в сліпій моральній впевненості»
У відповідь був опублікований «Більш конкретний лист про справедливість та відкритість дебатів», який підписали понад 160 осіб в наукових колах та засобах масової інформації. Він у свою чергу критикував лист у «Harper's» як заклик успішних професіоналів з великими платформами відкинути культуру скасування тільки для того, щоб виключити тих, кого «скасували навіки».

## Приклади
Прецеденти скасувальництва охоплюють широкий діапазон «неприйнятної поведінки» публічних осіб — від кримінальних злочинів до некоректних висловлювань.
Наприкінці 2017 року після викриття фактів сексуального насильства в Голлівуді Гарві Вайнштайн та чимало інших знаменитостей утратили репутацію, зіпсували кар'єру. Проте деякі актори, зокрема Ліам Нісон і Катрін Денев, назвали численні звинувачення, окремі з яких виявилися наклепом, нічим іншим як полюванням на відьом.
Серед «скасованих» знаменитостей — і письменниця Джоан Роулінг, звинувачена в трансфобії за її пости в твіттері, і відеоблогерка Дженна Марблс, яку розкритикували за використання непристойних виразів, гендерних стереотипів і блекфейсу в її роликах десятирічної давнини.
Скотт Коутон, відомий як автор ігрової франшизи Five Nights at Freddy's, був скасований після того, як він виступав на підтримку Дональда Трампа (причому, його пости у Твіттері були кількарічної давності на той момент, коли він був «скасований»). Пізніше, він оголосив про самозвільнення від посади керівника франшизою в пості у Реддиті, де також відмічено, що через його політичні погляди невідомі в Твіттері почали погрожувати йому та його сім'ї, зокрема його тоді ще вагітній жінці, що переживала проблеми з вагітністю.